# Ivy's
『Ivy's』（アイヴィーズ）は、シンガーソングライター小森田実4枚目のオリジナル・アルバム。
1994年3月15日にアルファレコードから発売された。
2008年時点で廃盤になっている。

## 概要
前作『PANORAMA』から実に2年半ぶりのオリジナル・アルバム。
「GOOD DAY I・N・G」は神崎まきへの提供曲だが歌詞が異なっている。
「世界で一番のキス」はSUPER MONKEY'Sに提供した「ミスターU.S.A.」と異なる歌詞の楽曲。
「世界で一番のキス」のアウトロで「GOOD DAY I・N・G」のサビ部分がアカペラで収録されている。
本作を最後に、小森田実としての作品は、2022年の現在まで発表されていない。

## 収録曲
全曲　作曲・編曲：小森田実
1. Dyuran-La My Love
  - 作詞：小森田実・山田ひろし
2. GOOD DAY I・N・G -Holiday Mix-
  - 作詞：小林和子
3. 風に吹かれて
  - 詞：小林和子
  - ストリングアレンジ：倉田信雄
4. さよならJIN JIN
  - 作詞：小林和子
5. Dan shoo bee　恋を感じたら
  - 作詞：佐藤ありす
  - 森永乳業「ICE BOX」CMソング
6. 夢じゃナイ
  - 作詞：影森潤
  - 日本テレビ系『なべしま大サーカス』エンディングテーマ
7. つれづれなる君へ
  - 作詞：小林和子
8. 明日に片想い
  - 作詞：小森田実
9. 君に恋した僕でいたい
  - 作詞：影森潤
10. 世界で一番のキス
  - 作詞：影森潤